# Shankarrao Chavan

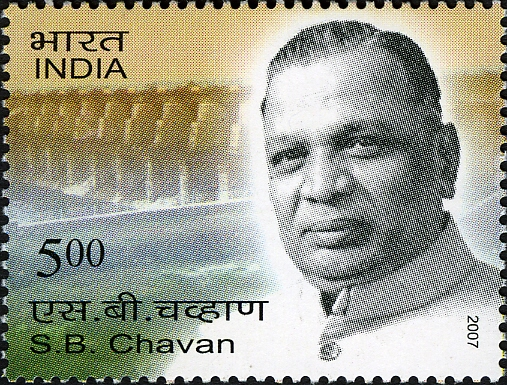
Indische Briefmarke mit Porträt von Shankarrao Chavan (2007)

Shankarrao Bhaorao Chavan (* 14. Juli 1920 in Paithan, Distrikt Aurangabad, Britisch-Indien, heute: Maharashtra; † 26. Februar 2004 in Mumbai) war ein indischer Politiker des Indischen Nationalkongresses (INC), der zwischen 1975 und 1977 sowie erneut von 1986 bis 1988 Chief Minister von Maharashtra war. Darüber hinaus war er sowohl Mitglied der Lok Sabha als auch der Rajya Sabha sowie mehrmals Unionsminister.

## Leben

### Rechtsanwalt und Chief Minister von Maharashtra
Chavan, Sohn von Bhaurao Chavan, absolvierte nach dem Schulbesuch ein Studium der Rechtswissenschaften und engagierte sich in Studentenorganisationen. Ein Studium schloss er zunächst mit einem Bachelor of Arts (B. A.) und anschließend mit einem Bachelor of Laws (LL. B.) ab. Danach war er als Rechtsanwalt tätig, ehe er diese Tätigkeit wegen seines Engagements in der Quit Court Movement gegen den Nizam des damaligen Fürstenstaates Hyderabad ruhen ließ. Mitte der 1950er Jahre begann er sein politisches Engagement für den Indischen Nationalkongresses (INC), für den er 1956 zunächst in die Legislativversammlung des damaligen Bundesstaates Bombay gewählt wurde. Nach der Gründung des daraus hervorgegangenen Bundesstaates Maharashtra am 1. Mai 1960 wurde er Mitglied der Legislativversammlung (Vidhan Sabha) von Maharashtra und gehörte dieser zwanzig Jahre lang bis 1980 an.
1960 wurde Chavan zunächst Vize-Minister für Steuern in der Regierung von Bombay. Kurz darauf wurde er 1960 Minister für Bewässerung und Energie sowie danach 1962 und 1967 Minister für Bewässerung, Energie und Elektrizitätserzeugung in der Regierung von Maharashtra. Anschließend wurde er 1967 stellvertretender der INC-Fraktion in der Legislativversammlung von Maharashtra. Am 20. Februar 1975 wurde er als Nachfolger von Vasantrao Phulsing Naik schließlich selbst erstmals Chief Minister von Maharashtra und bekleidete dieses Amt bis zu seiner Ablösung durch Vasantrao Patil am 31. März 1977. Nachdem er sich dort zeitweise der Progressive Democratic Front (PDF) von Sharad Pawar angeschlossen, trat er 1980 wieder dem INC bei und war Mitglied von dessen Präsidium AICC (All India Congress Committee) sowie des Exekutivkomitees der Partei in Maharashtra.

### Mitglied der Lok Sabha und Unionsminister
Bei der vorgezogenen Parlamentswahl am 3. und 6. Januar 1980 wurde Chavan für den INC im Lok-Sabha-Wahlkreis Nanded erstmals zum Mitglied der Lok Sabha gewählt und gehörte dieser nach seiner Wiederwahl bei der Parlamentswahl am 24., 27. und 28. Dezember 1984 bis zu seinem Mandatsverzicht 1986 an.
Am 19. Oktober 1980 wurde Chavan als Minister für Bildung, Kultur und soziale Wohlfahrt in das Kabinett Indira Gandhi III berufen und bekleidete dieses Ministersamt bis zum 8. August 1981. Anschließend fungierte er nach einer Kabinettsumbildung vom 8. August 1981 bis zum 19. Juli 1984 als Planungsminister sowie in Personalunion als stellvertretender Vorsitzender der Planungskommission. Nach einer neuerlichen Regierungsumbildung war er zwischen dem 19. Juli 1984 und dem  2. August 1984 zunächst Minister ohne Geschäftsbereich, ehe er am 2. August 1984 das Amt des Verteidigungsministers übernahm. Das Amt des Verteidigungsministers bekleidete er nach der Ermordung Indira Gandhis vom 4. November bis zum 31. Dezember 1984 auch im darauf folgenden Kabinett Rajiv Gandhi. Nach einer Umbildung dieser Regierung war er schließlich zwischen dem 31. Dezember 1984 und dem 12. März 1986 Innenminister.

### Zweite Amtszeit als Chief Minister, Mitglied der Rajya Sabha und Rückkehr in die Unionsregierung
Am 13. März 1986 übernahm Chavan als Nachfolger von Shivajirao Patil Nilangekar zum zweiten Mal das Amt des Chief Minister von Maharashtra und übte dieses bis zum 24. Juni 1988 aus, woraufhin er durch Sharad Pawar abgelöst wurde. Während seiner Amtszeit als Chief Minister gehörte er zwischen 1986 und 1988 auch dem Legislativrat (Vidhan Parishad) als Mitglied an.
Nach Beendigung seiner Amtszeit als Chief Minister trat er am 25. Juni 1988 als Finanzminister wieder in das Kabinett Rajiv Gandhi ein und bekleidete dieses Ministeramt bis zum Ende von Rajiv Gandhis Amtszeit am 1. Dezember 1989. zugleich wurde er am 28. Oktober 1988 erstmals Mitglied der Rajya Sabha und gehörte dieser nach seiner Wiederwahlen am 3. April 1990 sowie am 3. April 1996 bis zum 2. April 2002 an. Während seiner Zugehörigkeit zur Rajya Sabha fungierte er zeitweise als Vorsitzender des Ausschusses für die Entwicklung menschlicher Ressourcen sowie des Ethikausschusses.
Am 21. Juni 1991 übernahm Chavan im Kabinett Rao abermals das Amt des Innenministers und übte dieses Amt bis zum Ende der Amtszeit von Premierminister P. V. Narasimha Rao am 15. Mai 1996 aus. Zugleich fungierte er in dieser Zeit zwischen 1991 und 1996 als Vorsitzender der Mehrheitsfraktion in der Rajya Sabha. Als Innenminister spielte er eine umstrittene Rolle bei der Zerstörung der 1528 erbauten Babri-Moschee in Ayodhya am 6. Dezember 1992. Dies wiederum verursachte im ganzen Land Ausschreitungen und Übergriffe zwischen Muslimen und Hindus, bei der mehr als 2000 Menschen – vorwiegend Muslime – den Tod fanden.
Aus seiner 1944 geschlossenen Ehe mit Kusumtai S. Chavan gingen ein Sohn und fünf Töchter hervor.